# Jasiona (Prudnik)
Pour les articles homonymes, voir Jasiona.
Jasiona est une localité polonaise du gmina de Lubrza, située dans le powiat de Prudnik en voïvodie d'Opole.